# Hermann Thimig

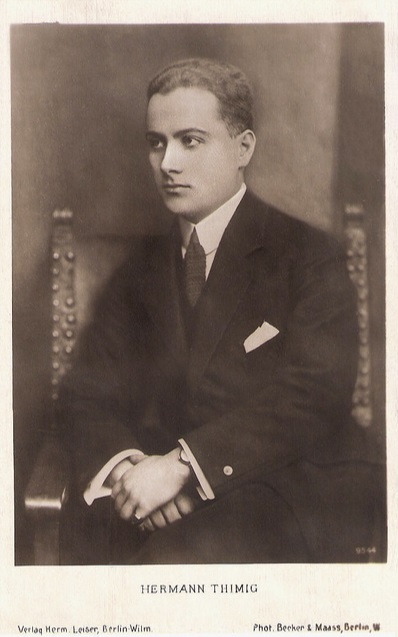
Hermann Thimig, 1918

Hermann Thimig (* 3. Oktober 1890 in Wien, Österreich-Ungarn; † 7. Juli 1982 ebenda) war ein österreichischer Theater- und Filmschauspieler und Regisseur.

## Leben
Hermann Thimig stammt aus einer bekannten Schauspielerfamilie. Sein Vater, Hugo Thimig, war Schauspieler, Regisseur und Direktor des Wiener Burgtheaters. Auch seine Geschwister Helene Thimig und Hans Thimig, mit denen er am Theater und in Filmen mehrmals zusammenarbeitete, waren Schauspieler.
Schon während seiner Schulzeit in der Volksschule und im Gymnasium in Wien sowie in verschiedenen Landerziehungsheimen (von 1906 bis 1908 besuchte er die Freie Schulgemeinde in Wickersdorf im Thüringer Wald) wirkte Thimig in Laienspielgruppen und Privataufführungen mit. Nach dem Militärdienst als Einjährig-Freiwilliger in Wien debütierte er im Dezember 1910 am Hoftheater Meiningen, wo sein Engagement 1914 durch den Ausbruch des Ersten Weltkriegs unterbrochen wurde.
Als Thimig 1915 wegen schwerer Furunkulose für frontuntauglich erklärt wurde, nutzte er seinen Heimaturlaub, um am königlichen Schauspielhaus in Berlin zu gastieren und spielte dort zunächst an der Volksbühne.
Ein Wechsel in das Max-Reinhardt-Ensemble am Deutschen Theater brachte für Thimig 1916 den Durchbruch. Im selben Jahr debütierte er auch im Film Die Gräfin Heyers und war Filmpartner von Ossi Oswalda und Henny Porten. 1918 führte er erstmals am Theater des Westens in Berlin Regie. Er trat in drei Filmen Ernst Lubitschs auf, darunter 1921 als schüchterner Bandit in Die Bergkatze.
Mit dem Tonfilm wandte sich Thimig vom Theater ab und wirkte hauptsächlich in Filmoperetten und Komödien mit. Erst Mitte der 1930er Jahre kehrte er in Wien zum Theater zurück, wo er vornehmlich Rollen von älteren Herren übernahm. Diese spielte er auch im Film bis in die Nachkriegszeit. Nach dem „Anschluss“ Österreichs wurde er anlässlich des 50. Geburtstages von Adolf Hitler am 20. April 1939 zum Staatsschauspieler ernannt. In der Endphase des Zweiten Weltkriegs nahm ihn Adolf Hitler im August 1944 in die Gottbegnadeten-Liste der wichtigsten Künstler auf, was ihn, auch an der Heimatfront, vom Kriegseinsatz befreite.
1965 wurde er Ehrenmitglied des Burgtheaters und 1969 erhielt er das Filmband in Gold für langjähriges und hervorragendes Wirken im deutschen Film. 1981 erhielt er den Ehrenring der Stadt Wien.
Aus seiner ersten Ehe mit der Schauspielerin Hanna Thimig-Wisser (1894–1989), Tochter des Eutiner Märchenprofessors Wilhelm Wisser (1843–1935), stammt eine Tochter (Christine Pilchowski geb. Thimig, 1923–2015), die bis 1945 auf der Bühne stand und 1944 als Komparsin in der Feuerzangenbowle zu sehen war. Aus zweiter Ehe mit der Schauspielerin Vilma Degischer (1911–1992) stammen zwei Töchter. Die Tochter Johanna Thimig (1943–2014) war wie ihre Eltern im Schauspielberuf tätig.

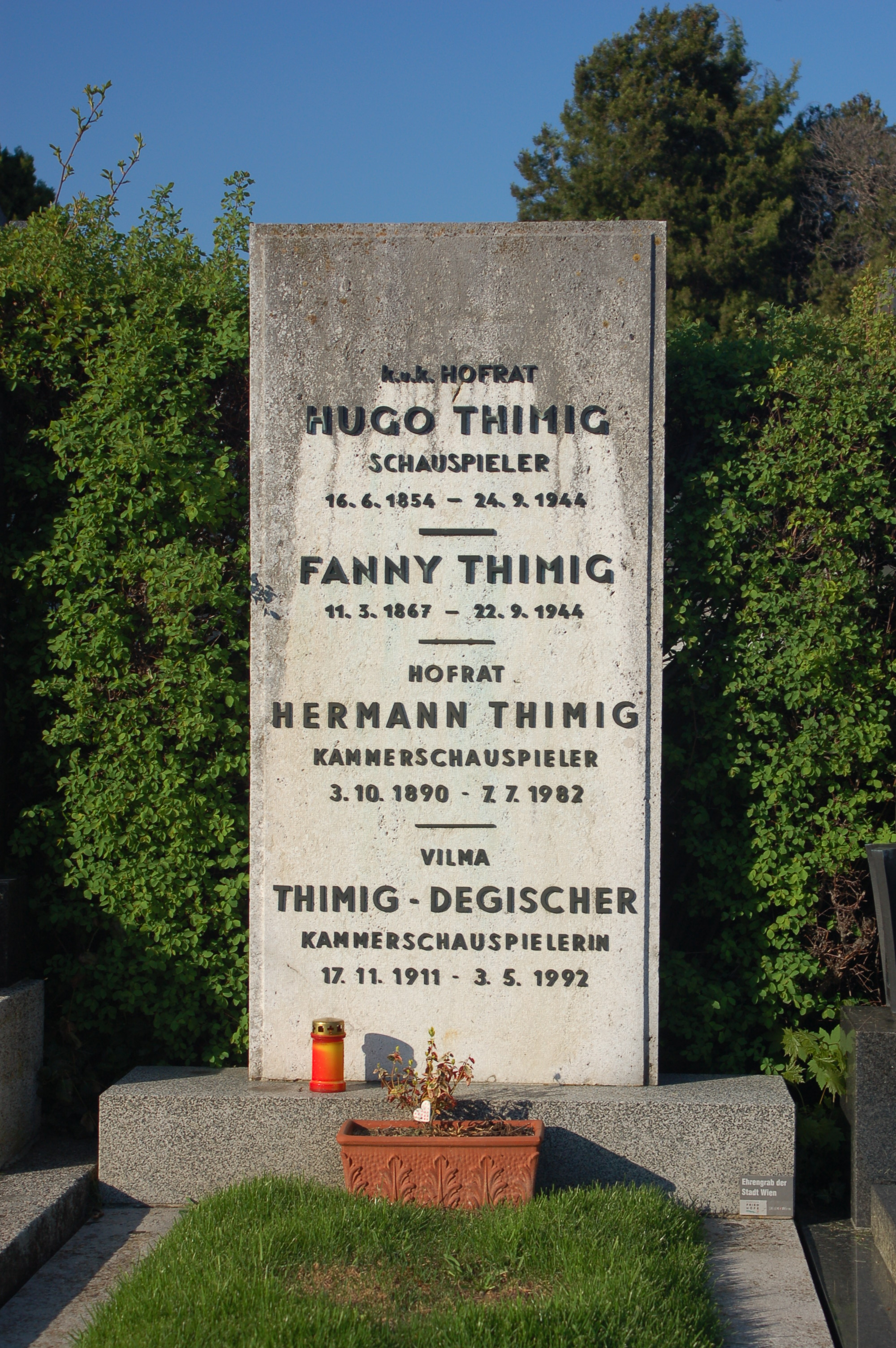
Grabstätte auf dem Sieveringer Friedhof

Hermann Thimig ruht in einem ehrenhalber gewidmeten Grab auf dem Sieveringer Friedhof (Abt. 2, Gruppe 13, Nummer 76) in Wien. Im selben Grab wurde zehn Jahre später seine Ehefrau Vilma Thimig-Degischer bestattet.

## Filmografie
- 1916: Die Gräfin Heyers
- 1917: Ossi’s Tagebuch
- 1917: Tragödie eines Staatsanwalts
- 1918: Auf Probe gestellt
- 1918: Agnes Arnau und ihre drei Freier
- 1919: Freie Liebe
- 1919: Die schwarze Locke
- 1919: Die Braut des Entmündigten
- 1919: Das Gebot der Liebe
- 1919: Ihr Sport
- 1919: Moral und Sinnlichkeit
- 1919: Das törichte Herz
- 1919: Der Sohn der Magd
- 1919: Komtesse Dolly
- 1919: Die Puppe
- 1919: Das Mädchen aus dem wilden Westen
- 1920: Die Brüder Karamasoff
- 1920: Zwischen den Dreien
- 1920: Die goldene Krone
- 1920: Putschliesel
- 1921: Kleider machen Leute
- 1921: Hannerl und ihre Liebhaber
- 1921: Mein Leben als Nachtredakteur
- 1921: Die Bergkatze
- 1921: Die Abenteuer des Dr. Kircheisen
- 1921: Die Sünden der Mutter
- 1922: Die Küsse der Ira Toscari
- 1922: Der Fluch des Schweigens
- 1922: Bardame
- 1922: Das Mädel mit der Maske
- 1922: Sie und die Drei
- 1922: Der Strom
- 1922: Die Flamme
- 1922: Das Weib auf dem Panther
- 1923: Du sollst nicht töten
- 1923: Alles für Geld
- 1923: Der verlorene Schuh
- 1924: Der Sprung ins Leben
- 1924: Die Radio-Heirat
- 1925: Der ungebetene Gast
- 1925: Der Tänzer meiner Frau
- 1927: Die Familie ohne Moral
- 1927: Madame wagt einen Seitensprung
- 1929: Napoleon auf St. Helena
- 1930: Der unsterbliche Lump
- 1931: Die Privatsekretärin
- 1931: Die 3 Groschen-Oper
- 1931: Wenn die Soldaten
- 1931: L’opéra de quat’sous
- 1931: Der kleine Seitensprung
- 1931: Marys Start in die Ehe
- 1931: Der Herr Bürovorsteher
- 1931: Mein Leopold
- 1932: Mein Freund, der Millionär
- 1932: Zwei himmelblaue Augen
- 1932: Ein bißchen Liebe für dich
- 1932: Eine Nacht im Paradies
- 1932: Mädchen zum Heiraten
- 1932: Kiki
- 1932: Traum von Schönbrunn
- 1932: Das Blaue vom Himmel
- 1932: Glück über Nacht
- 1932: Eine Stadt steht kopf
- 1932: Marion, das gehört sich nicht
- 1933: Kleiner Mann – was nun?
- 1933: Die Fahrt ins Grüne
- 1933: Viktor und Viktoria
- 1934: Der Herr ohne Wohnung
- 1934: Früchtchen
- 1934: Karneval und Liebe
- 1934: Liebe dumme Mama
- 1935: Die Fahrt in die Jugend
- 1935: Peter, Paul und Nanette
- 1935: Die törichte Jungfrau
- 1935: Der Himmel auf Erden
- 1935: Tanzmusik
- 1935: Im weißen Rößl
- 1936: Der geheimnisvolle Mister X
- 1937: Die Austernlilli
- 1939: Marguerite: 3
- 1942: Brüderlein fein
- 1943: Die kluge Marianne
- 1943: Johann
- 1944: Liebesbriefe
- 1944: Die goldene Fessel
- 1944: Am Vorabend
- 1944/49: Wie ein Dieb in der Nacht
- 1946: Praterbuben
- 1948: Der Prozeß
- 1949: Geheimnisvolle Tiefe
- 1950: Prämien auf den Tod
- 1951: Der Fünfminutenvater
- 1951: Das unmögliche Mädchen (Fräulein Bimbi)
- 1952: Ich hab’ mich so an Dich gewöhnt
- 1952: Abenteuer im Schloss
- 1953: Eine Nacht in Venedig
- 1954: Ewiger Walzer
- 1956: Die Magd von Heiligenblut
- 1958: Eine Reise ins Glück
- 1959: Wenn die Glocken hell erklingen
- 1961: Frau Irene Besser
- 1962: Romanze in Venedig
- 1962: Die vergessenen Jahre
- 1967: Der Arzt wider Willen (Fernsehfilm)

## Hörspiele
- 1956: Molière: Der Bürger als Edelmann – Regie: Wilhelm Semmelroth (NWDR/RSB/RB/ORF)